# مي مطر
مي مطر مغنية وكاتبة أغانٍ ومؤلفة ومخرجة لبنان. في عام 2010، أصبحت مطر معروفة جيدًا بعد إطلاقها على أغنية «متلَك مش عايزين» الشهيرة التي كانت تهدف إلى الدفاع عن حقوق المرأة 

## الحياة الشخصية
ولدت مي مطر في شمال لبنان في 8 أكتوبر 1987، وهي حاصلة على درجة البكالوريوس في السينما ودرجة الماجستير في دراسات السينما، وهي معروفة بين الفنانين القلائل الذين يكتبون ويؤلفون أغانيهم الخاصة.
تزوجت مطر من لاعب كرة السلة السابق جورج بدوي في 7 سبتمبر 2013، وأنجبت توأمان ظهر كلاهما في فيديوها الموسيقي ألبا لال ماما. في 8 مايو 2017، فقدت مطر زوجها جورج بسبب الانسداد الرئوي. تصدرت الأخبار عناوين الصحف وكانت مأساة مروعة حقيقية.

## مسارها وظيفي
أصدرت مطر أول أغنية منفردة لها «الكون زغير» في عام 2007 وحصلت على جائزة من الأكاديمية البيلاروسية التي صورتها على أنها الفنانة الصاعدة الواعدة لعام 2008. بعد فترة وجيزة من إطلاق أغنيتها المنفردة الثانية «إيه جرالي»، وصلت الأغنية إلى المرتبة الأولى في القوائم اللبنانية وأصبحت لاحقًا جزءًا من قائمة ميلودي العشرين الأولى. حققت الأغنية المنفردة الثالثة ما في هادا، التي كتبها بنزار فرانسيس وألحان سمير صفير، نجاحًا أيضًا. تعاونت مطر مع مؤلف الأغاني اللبناني الشهير هيثم زياد لإنهاء أغنيتها الرابعة بحبك أكتر.
طوال حياتها المهنية، عملت مطر مع العديد من المخرجين المشهورين: عادل سرحان، باسم مغني، زياد نجار، مع ممثلين مشهورين: مجدي مشموشي، وسام صباغ، ومع الملحنين والمؤلفين المشهورين مثل: نزار فرانسيس، سمير صفير، هيثم زياد، طوني أبي كرم.
قام مطر بكتابة وتأليف أغنية تسمى بستاهيل التي غنتها بريجيت ياغي المعروفة.
ومع ذلك، في عام 2012، ذكرت مطر أنها ستتقاعد كفنانة لكنها ستواصل إصدار الأغاني بشكل مستقل كهواية.
في سبتمبر 2017، أصدرت ماي أغنية Zekrayat (Memories) المخصصة لزوجها الراحل جورج بدوي.
في يناير 2018، سجل مطر أغنية غلاف Ma Wadaatak من قِبل نصيف زيتون المشهور وأُصدرت الأغنية كصوت ثنائي مع الفنانة اللبنانية ألن لحود.

## أغانيها
- كون زغير 2007
- ايه القرالي 2008
- مافي حدا 2009
- بحبك اكتر 2009
- متلك مش عايزين 2010
- هيدا الهويوي 2011
- كينت حبك وبتالت 2012
- لا يا ألبي 2012
- ليل الحزين 2015
- زكريات 2017

## روابط خارجية
- مي مطر على موقع ميوزك برينز (الإنجليزية)